# بيلي لوليس
بيلي لوليس (بالإنجليزية: Billie Lawless) هو نحات أمريكي، ولد في 16 يوليو 1950 في بوسطن في الولايات المتحدة.